# Pteralopex atrata
La volpe volante dal muso di scimmia di Guadalcanal (Pteralopex atrata Thomas, 1888) è un pipistrello appartenente alla famiglia degli Pteropodidi, endemico di due delle Isole Salomone.

## Descrizione
Pipistrello di medie dimensioni, con la lunghezza della testa e del corpo tra 196 e 237 mm, la lunghezza dell'avambraccio tra 129 e 147 mm e un peso fino a 506 g.

### Aspetto
La pelliccia è relativamente lunga, più corta che in P. anceps, ed è schiacciata sulla schiena. Gli avambracci sono praticamente privi di peli, mentre le tibie sono ricoperte di peluria solo nella parte iniziale. Il colore del dorso è nerastro o marrone scuro, mentre le parti ventrali sono marroni scure, cosparse di lunghi peli neri brillanti. Il muso è lungo ed affusolato, gli occhi sono grandi. Le orecchie sono piccole, con l'estremità arrotondata e parzialmente nascoste nella pelliccia. È privo di coda, mentre l'uropatagio è ridotto ad una sottile membrana lungo la parte interna degli arti inferiori.

## Biologia

### Comportamento
Probabilmente si rifugia nelle cavità degli alberi.

### Alimentazione
Si nutre di frutti di Mango.

## Distribuzione e habitat
Questa specie è diffusa in due delle Isole Salomone: Guadalcanal, e Nuova Georgia.
Vive nelle foreste mature indisturbate fino a 400 metri di altitudine. Occasionalmente è stata osservata fino a 1.000 metri.

## Conservazione
La IUCN Red List, considerato l'Areale ristretto e frammentato e il piccolo numero di individui adulti, classifica P. atrata come specie in pericolo di estinzione (Endangered).